# Dalików (gmina)

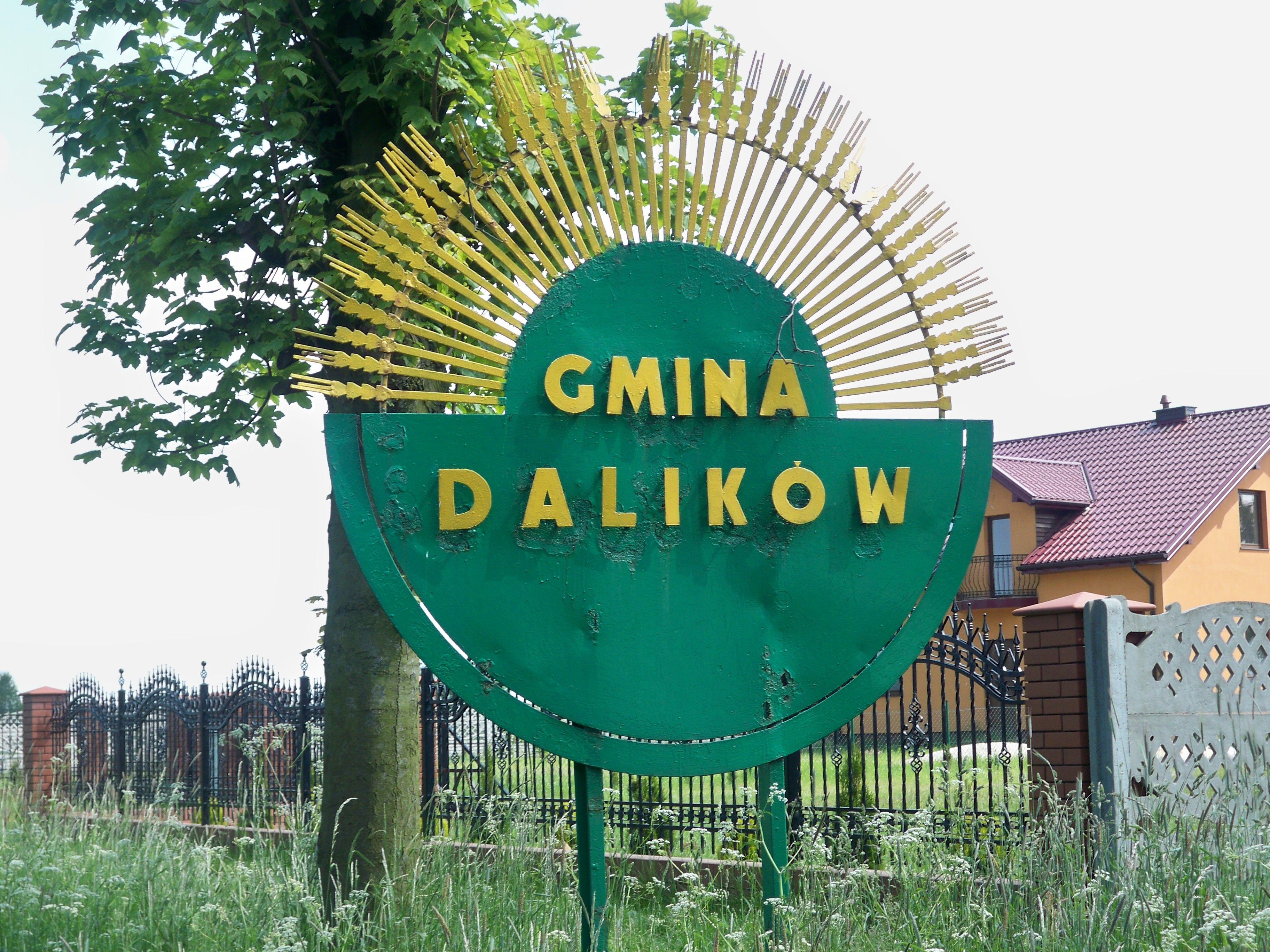
Witacz od strony Przekory

Dalików – gmina wiejska w województwie łódzkim, w powiecie poddębickim. W latach 1975–1998 gmina położona była w województwie sieradzkim.
Siedziba gminy to Dalików.
Według danych z 31 grudnia 2017 gminę zamieszkiwało 3901 osób.

## Struktura powierzchni
Według danych z roku 2002 gmina Dalików ma obszar 112,7 km², w tym:
- użytki rolne: 80%
- użytki leśne: 13%

Gmina stanowi 12,79% powierzchni powiatu.

## Demografia
Dane z 30 czerwca 2004:
| Opis                              | Ogółem | Ogółem | Kobiety | Kobiety | Mężczyźni | Mężczyźni |
| --------------------------------- | ------ | ------ | ------- | ------- | --------- | --------- |
| jednostka                         | osób   | %      | osób    | %       | osób      | %         |
| populacja                         | 3708   | 100    | 1804    | 48,7    | 1904      | 51,3      |
| gęstość zaludnienia (mieszk./km²) | 32,9   | 32,9   | 16      | 16      | 16,9      | 16,9      |

- Piramida wieku mieszkańców gminy Dalików w 2014 roku[3].

## Sąsiednie gminy
Aleksandrów Łódzki, Lutomiersk, Parzęczew, Poddębice, Wartkowice